# 喬爾諾明
48°13′30″N 29°0′31″E / 48.22500°N 29.00861°E

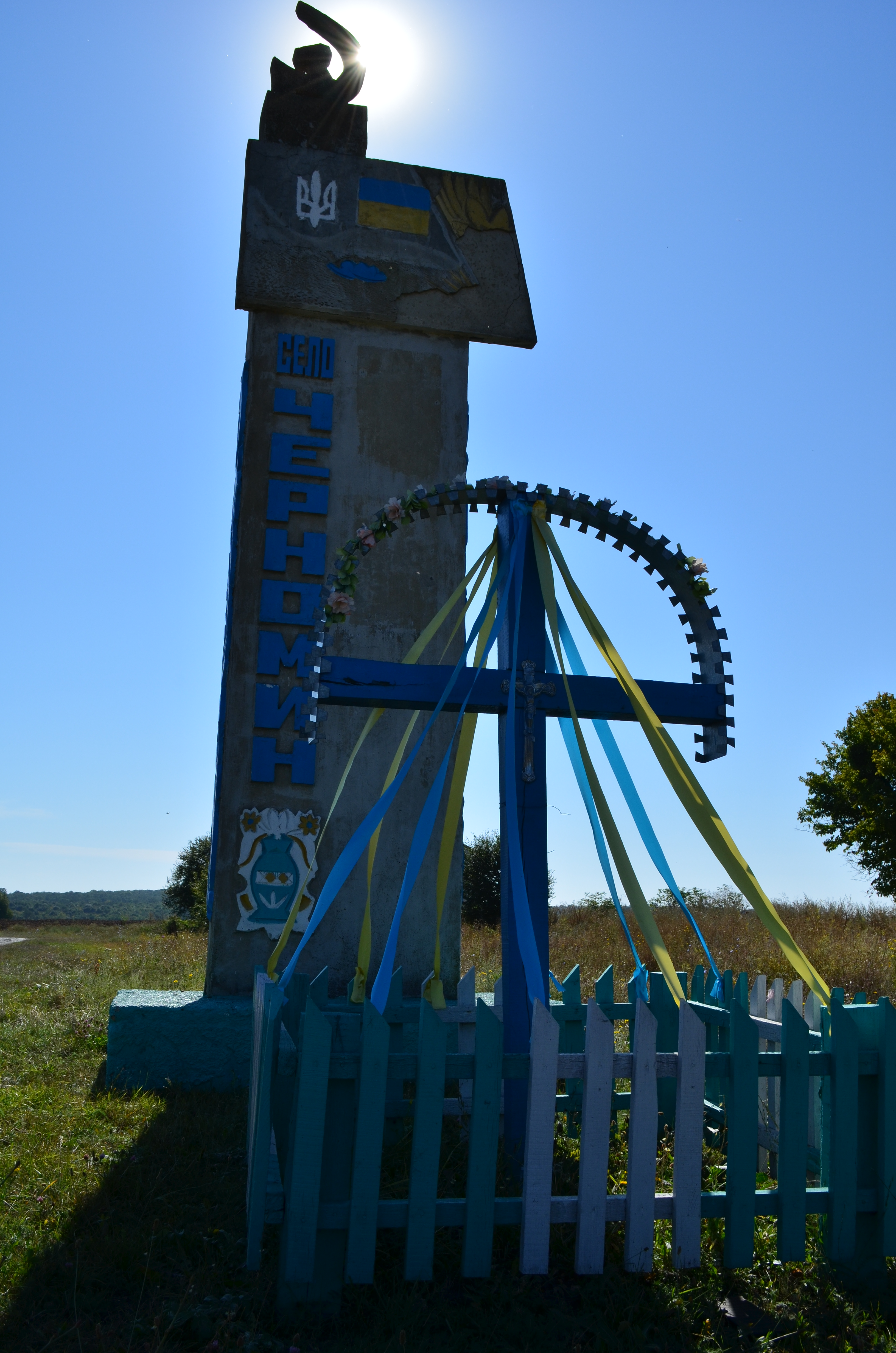

喬爾諾明（羅馬化：Chornomyn）是烏克蘭的村落，位於該國西南部文尼察州，由圖利欽區負責管轄，始建於十六世紀，面積2.59平方公里，海拔高度228米，2001年人口1,666，人口密度每平方公里642.5人。